# Долбоносов, Владимир Владимирович
Владимир Владимирович Долбоносов (1 апреля 1970, Москва) — советский и российский футболист, полузащитник.

## Биография
Сын футболиста Владимира Долбоносов. Как и отец, является воспитанником московского «Динамо». За главную команду в чемпионате СССР провёл один матч в первом круге последнего чемпионата, после чего перешёл в тюменский «Геолог».
В Тюмени выступал (с небольшими перерывами) 8 лет, став рекордсменом клуба по количеству матчей в высшей лиге (103). Карьеру закончил в 1998 году из-за разрыва крестообразных связок.
После возвращения в Москву увлёкся музыкой и создал свою группу в составе барабанщика из «Круиза», гитариста из «Рондо» и клавишника из «Землян».
Владелец пивного бара «Лига чемпионов».